# Bad Frankenhausen/Kyffhäuser
Bad Frankenhausen/Kyffhäuser – miasto uzdrowiskowe w Niemczech, w kraju związkowym Turyngia, w powiecie Kyffhäuser.
1 stycznia 2019 do miasta przyłączono gminy Ichstedt oraz Ringleben, pochodzące z rozwiązanej dzień wcześniej wspólnoty administracyjnej Mittelzentrum Artern. Stały się obie jego dzielnicami.

## Współpraca
Miejscowość partnerska:
- Bad Sooden-Allendorf, Hesja